# Sirathu
Sirathu è una suddivisione dell'India, classificata come nagar panchayat, di 12.208 abitanti, situata nel distretto di Kaushambi, nello stato federato dell'Uttar Pradesh. In base al numero di abitanti la città rientra nella classe IV (da 10.000 a 19.999 persone).

## Geografia fisica
La città è situata a 25° 38' 60 N e 81° 19' 0 E e ha un'altitudine di 84 m s.l.m..

## Società

### Evoluzione demografica
Al censimento del 2001 la popolazione di Sirathu assommava a 12.208 persone, delle quali 6.360 maschi e 5.848 femmine. I bambini di età inferiore o uguale ai sei anni assommavano a 2.092, dei quali 1.053 maschi e 1.039 femmine. Infine, coloro che erano in grado di saper almeno leggere e scrivere erano 6.453, dei quali 3.997 maschi e 2.456 femmine.